# 菱形三十面體

菱形三十面體的旋轉透視圖。

在幾何學中，菱形三十面體（Rhombic triacontahedron）是一個由菱形構成的三十面體，由30個全等的黃金菱形組成，具有60條邊和32個頂點，其對偶多面體為截半二十面体。由於其對偶多面體是一個半正多面體，因此這種立體也屬於卡塔蘭多面體。

## 性質
菱形三十面體是一個卡塔蘭立體，由30個面、60條邊和32個頂點組成，其中30面為12個全等的黃金菱形，因此是一個環帶多面體。此外，若將菱形三十面體的邊改成與每個面的幾何中心相連接，則會形成截半二十面体，因此其對偶多面體為截半二十面体。

### 尺寸
若對應的對偶多面體——截半二十面體邊長為單位長，則相應的菱形三十面體的體積為：
{\displaystyle {\frac {25\left(5+2{\sqrt {5}}\right)}{16}}\approx 14.8}
而相應幾何體的邊長為：
{\displaystyle a={\frac {\sqrt {10\left(5+{\sqrt {5}}\right)}}{8}}\approx 1.0633}
由此可以推得，如果一个菱形三十面体的棱长为{\displaystyle a}，那么其体积{\displaystyle V}與表面积{\displaystyle A}為：
{\displaystyle V=4{\sqrt {5+2{\sqrt {5}}}}a^{3}\approx 12.3107a^{3}}
{\displaystyle A=12{\sqrt {5}}a^{2}\approx 26.8328a^{2}}
中分球半径{\displaystyle r_{m}}與內切球半径{\displaystyle r_{i}}为：
{\displaystyle r_{\mathrm {m} }=\left(1+{\frac {1}{\sqrt {5}}}\right)\,a\approx 1.44721a}
{\displaystyle r_{\mathrm {i} }={\frac {\varphi ^{2}}{\sqrt {1+\varphi ^{2}}}}\,a={\sqrt {1+{\frac {2}{\sqrt {5}}}}}\,a\approx 1.37638a}
其中φ為黃金比例。

### 面的組成
組成菱形三十面體的面皆為全等的黃金菱形，其中鈍角的角度約為 116.57°，鋭角的角度約為 63.43°，兩條對角線長度與一邊長的比為{\displaystyle \phi :1:{\sqrt {\frac {5+{\sqrt {5}}}{2}}}}，長短兩對角線長度的比值為黃金比。

### 分割
菱形三十面體可以被分割成20個黃金菱形六面體，包括了10個銳角黃金菱形六面體和10個鈍角黃金菱形六面體。
| 10                 | 10                 |
| ------------------ | ------------------ |
| 銳角黃金菱形六面體 | 鈍角黃金菱形六面體 |

## 正交投影
菱形三十面體面體有四種具有特殊對稱性的正交投影，分別是以面為中心的正交投影、以邊為中心的正交投影和兩種以頂點為中心的正交投影。其中以度為三的頂點為中心的正交投影應於A2考克斯特平面；以度為五的頂點為中心的正交投中，其所形成的菱形可以構成潘洛斯鑲嵌。
| 投影對稱性 | [2]        | [2]        | [6]         | [10]        |
| 投影位置   | 以面為中心 | 以邊為中心 | 度為3的頂點 | 度為5的頂點 |
| 圖像       |            |            |             |             |
| 對偶圖像   |            |            |             |             |

## 星形化體

延長菱形三十面體的面可建構菱形六十面體。

菱形三十面體透過全部匹配的星形化方式能夠產生227種星形菱形三十面體。其中菱形六十面體與五複合立方體為較具代表性的星形菱形三十面體。所有的星形菱形三十面體種類非常繁多，共有358,833,098種星形菱形三十面體，其中包括了84,959個鏡像不變的立體和三億餘種具有手性鏡像的立體。
其中，菱形六十面體可以透過將菱形三十面體的菱形面沿著長的那一側向外延長稜直到相交來構造。

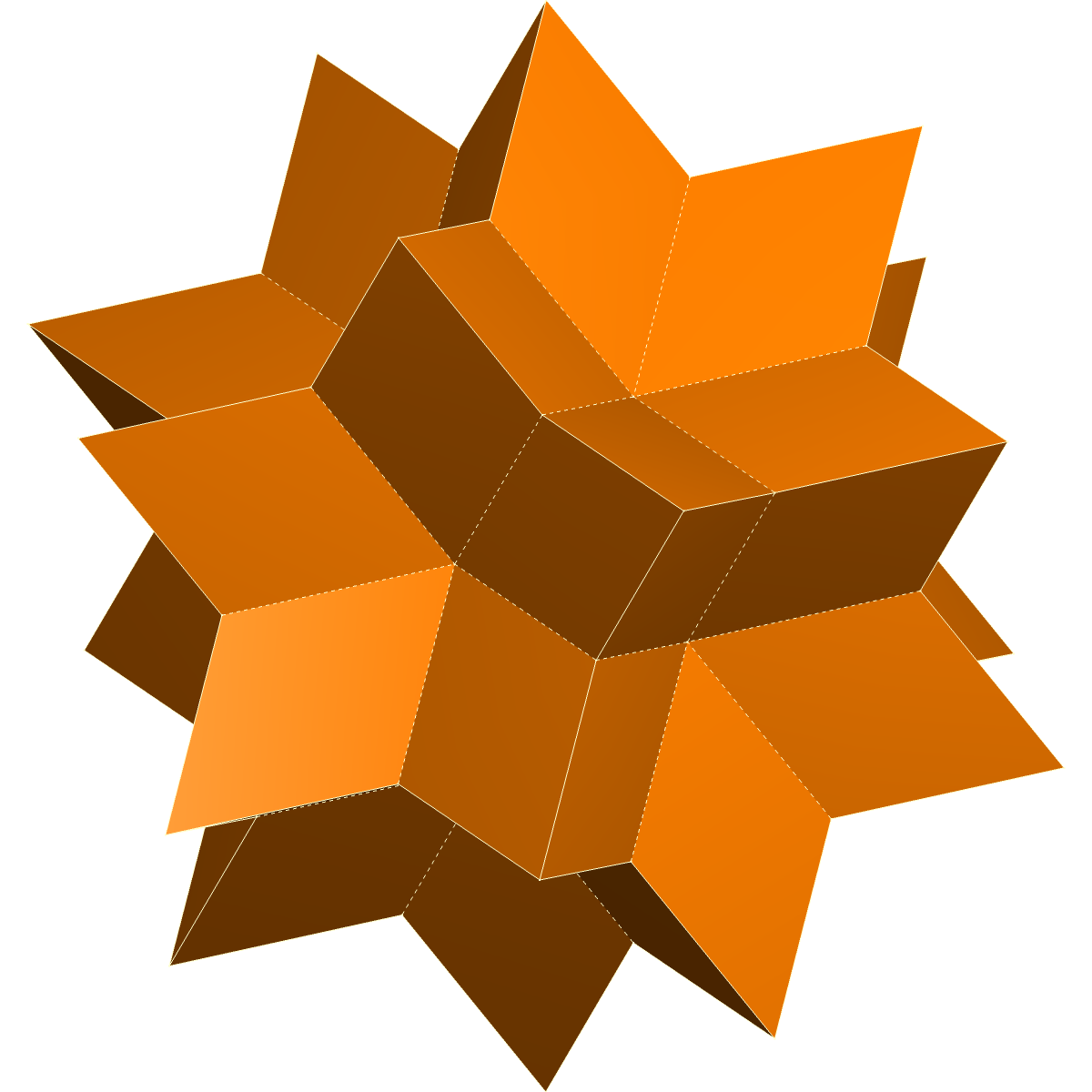
菱形六十面體。
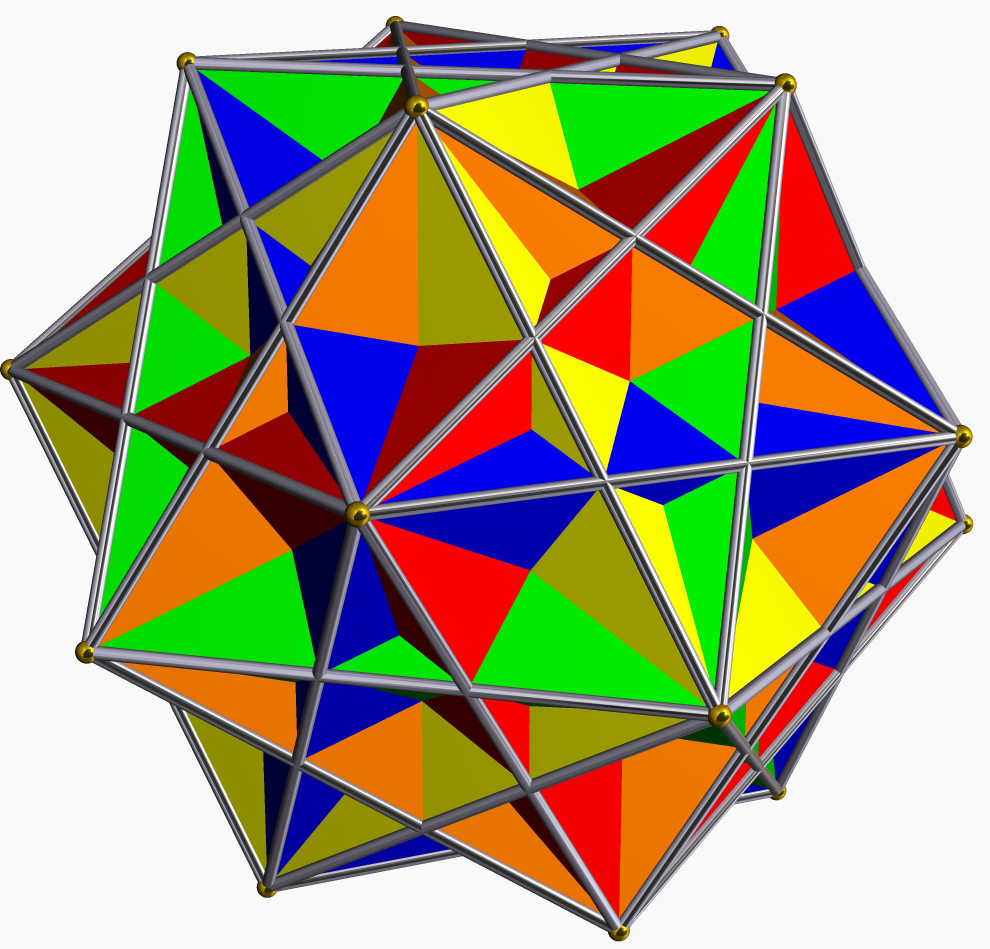
五複合立方體。
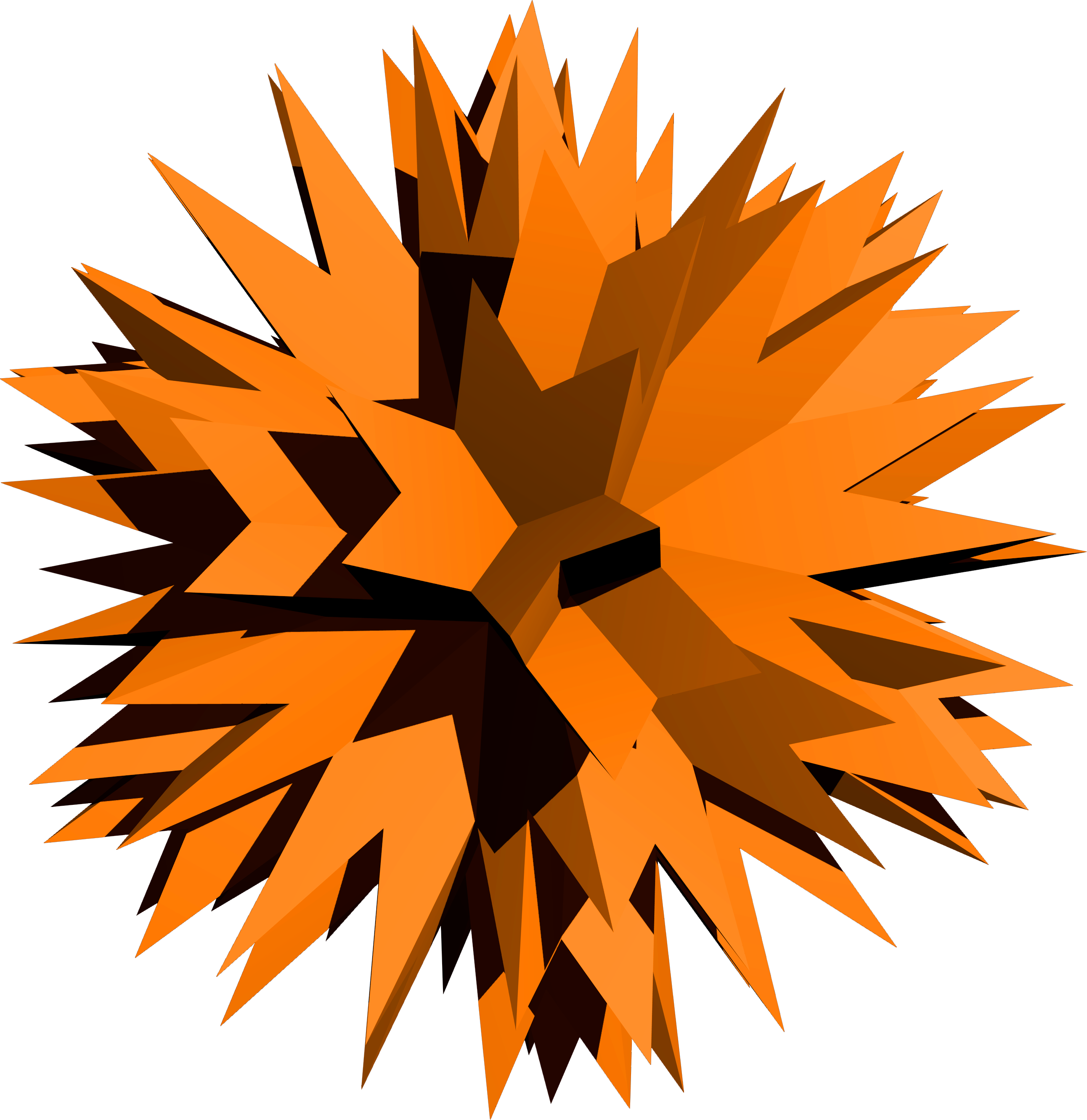
完全星形菱形三十面體。

## 用途
由於菱形三十面體是一種面可遞的立體，換句話說，即這立體上的任意兩個面A和B，若透過旋轉或鏡射這個立體，使A移動到B原來的位置時，而兩個面仍然佔據了相同的空間區域。由於這種特性使得菱形三十面體有時會成為30面骰子的設計。
菱形三十面體亦可用於裝飾用途上。丹麥設計師Holger Strøm運用菱形三十面體的結構設計了一種可以手工製作的立體燈飾，稱為IQ-light，主要以其獨特的數學結構形成光影美感，用於製造氣氛。亦有藝術家使用菱形三十面體與立方體間的幾何關係設計出了菱形三十面體造型的收納盒。

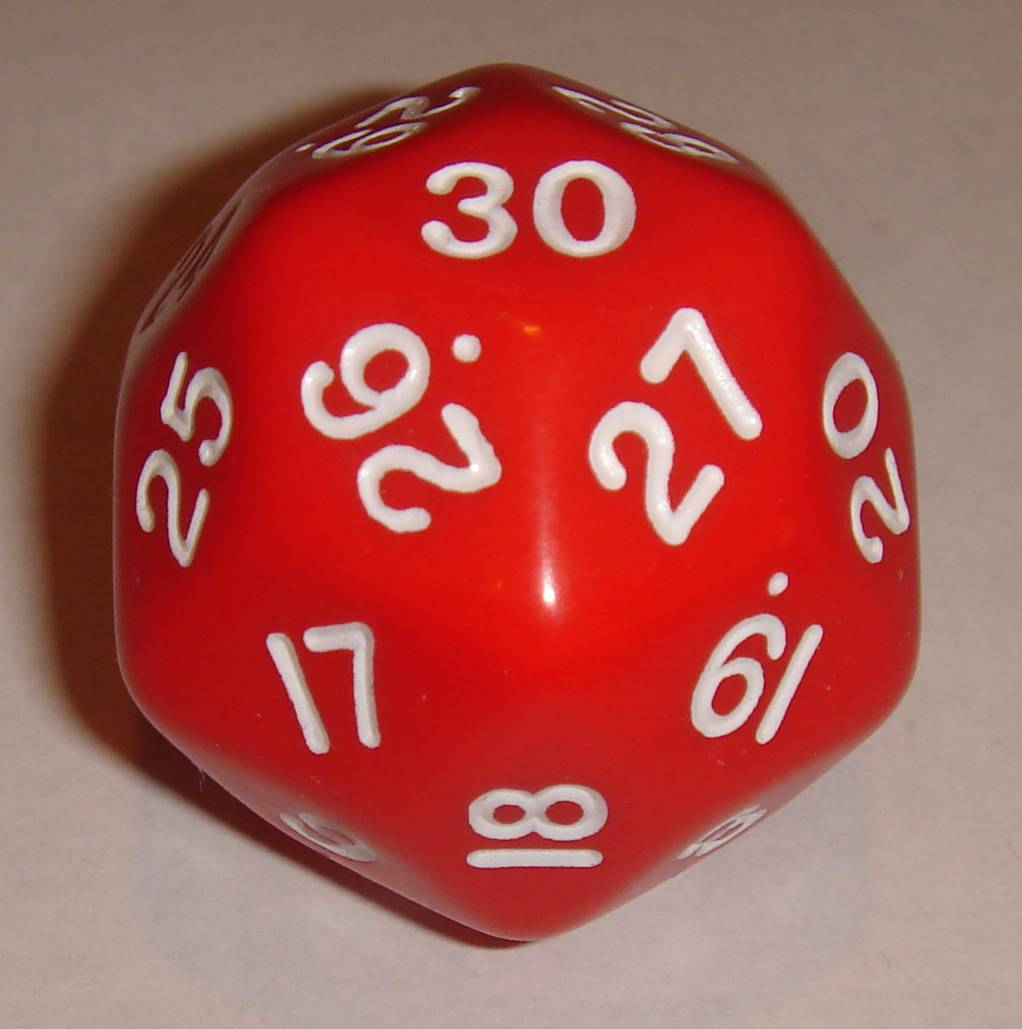
三十面骰子。
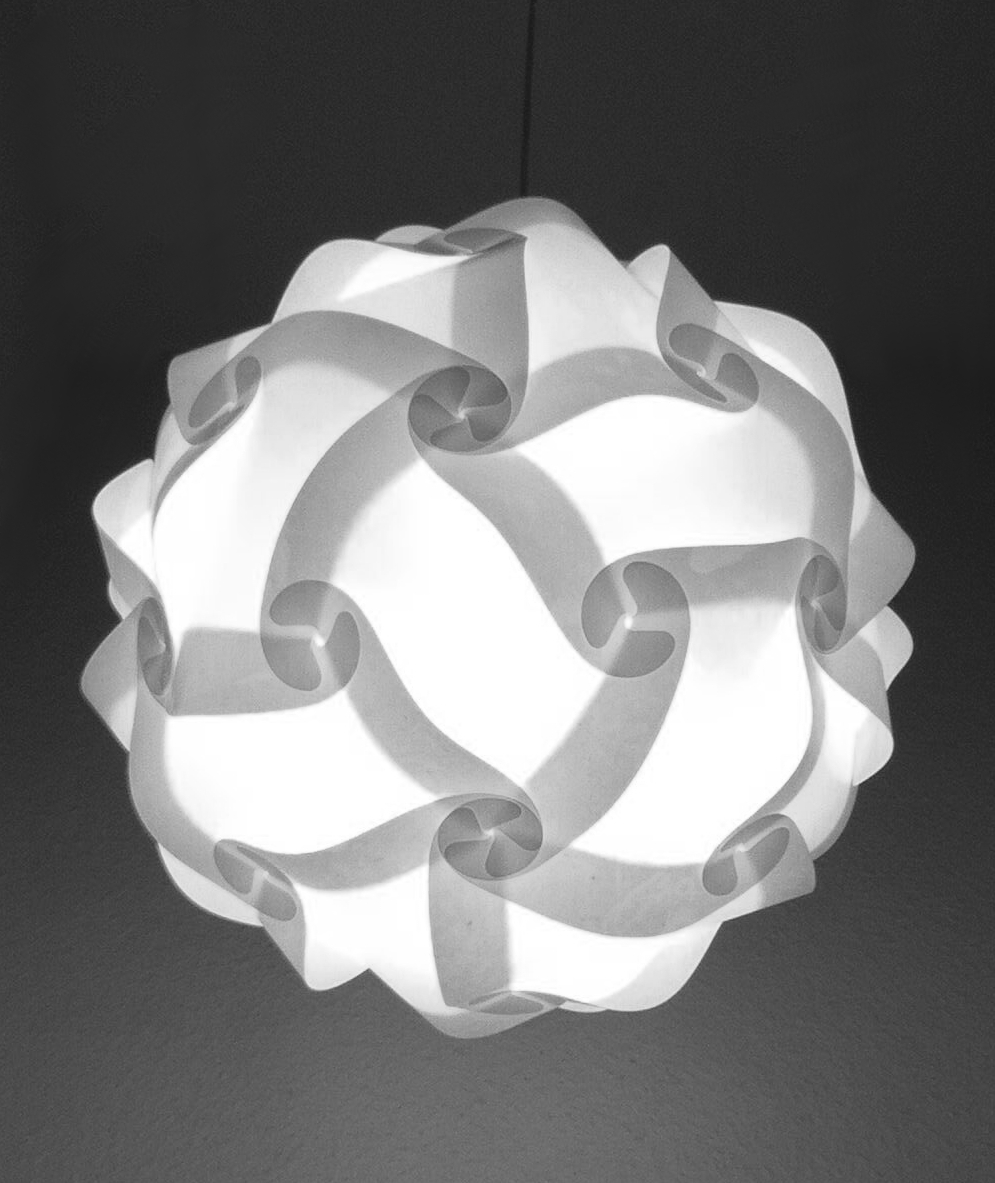
菱形三十面體的燈飾。

## 菱形三十面體圖
在圖論的數學領域中，與菱形三十面體相關的圖為菱形三十面體圖，是菱形三十面體之邊與頂點的圖，同時也是拓樸結構與菱形三十面體等架的圖論物件，由32個節點和60條邊組成，是一種阿基米德對偶圖。儘管菱形三十面體圖具備邊可遞性質，但不具備點可遞性質，因此菱形三十面體圖不是正則圖。

### 性質
菱形三十面體圖有60條邊和32個頂點，其中度為3的頂點有20個；度為5的頂點有12個。菱形三十面體圖不是哈密頓圖，這意味著菱形三十面體圖無法找到一個不重複走訪頂點來遍歷所有頂點的路徑。
| 以類似施莱格尔图的方式呈現的菱形三十面體圖 | 菱形三十面體圖的另一種表示法 |

- 菱形三十面體圖的特徵多項式為[30]：
{\displaystyle x^{8}(x^{2}-15)(x^{2}-3)^{5}(x^{4}-10x^{2}+5)^{3}}

## 外部連結
- 埃里克·韦斯坦因, 菱形三十面體 （參閱卡塔蘭立體） 於MathWorld（英文）